# پرچم بوتان
پرچم بوتان به‌عنوان پرچم ملی شناخته می‌شود و همچنین دارای تناسب ۲:۳ می‌باشد؛ که از دو رنگ اریب زرد و نارنجی تشکیل شده است.